# Agrias submeunieri
Agrias submeunieri är en fjärilsart som beskrevs av Le Moult 1926. Agrias submeunieri ingår i släktet Agrias och familjen praktfjärilar. Inga underarter finns listade i Catalogue of Life.